# Eidgenössische Konstruktionswerkstätte
Eidgenössische Konstruktionswerkstätte (Федеральные строительные работы, сокращенно K + W) — швейцарское государственное предприятие, целью которого было сделать швейцарские вооружённые силы независимыми от иностранных источников для удовлетворения своих потребностей в оборудовании. 

## История
Предприятие было основано в 1867 году в Туне и производило артиллерию, транспортные средства и другую типичную военную технику. В 1914 году Швейцария предприняла попытку стать независимой от иностранных поставщиков военных самолетов и начала производство DH-1 в Туне. Давние связи с ETH Zurich обеспечили необходимое ноу-хау. В 1940 году авиационный департамент переехал из Туна в Эммен (ЛУ), а в 1943 году он стал отдельным подразделением Вооруженных сил Швейцарии, независимым под названием Eidgenössisches Flugzeugwerk (F + W) (Федеральные авиационные работы). В настоящее время Eidgenoessische Konstruktionswerkstaette сосредоточилась на производстве боевых бронированных машин для швейцарской армии, как собственной разработки, так и лицензионного производства бронетранспортеров M113 и танков Leopard 2 и других наземных систем для швейцарской армии. С 1995 года он несколько раз менял название, начал экспортировать продукцию и теперь является частью RUAG Defence.